# Bernd Serger

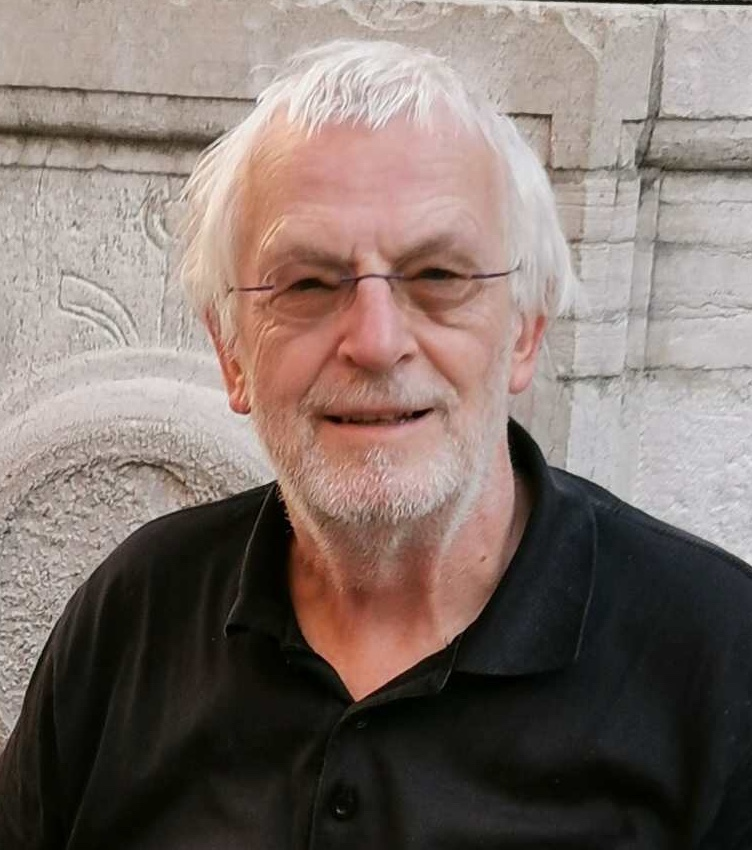
Bernd Serger 2020

Bernd Serger (* 30. August 1948 in Möhringen, Kreis Tuttlingen) ist ein deutscher Journalist und Historiograf.

## Leben
Bernd Serger wurde als drittes Kind eines Kaufmanns und einer Krankenschwester geboren. Seine Kindheit verbrachte er in Oberkirch und Lahr/Schwarzwald. Nach einigen Schuljahren auf dem Max-Planck-Gymnasium Lahr wurde er 1961 im Bischöflichen Knabenseminar Martinihaus / Eugen-Bolz-Gymnasium in Rottenburg aufgenommen, da er damals Priester werden wollte. Da er, so der Rektor, sich „immer weniger der Ordnung des Hauses fügte“, wurde er im März 1963 aus dem Knabenseminar entlassen. Anschließend besuchte Serger das Scheffel-Gymnasium in Lahr bis zum Abitur 1968. 1968–1970 studierte er einige Semester Germanistik und Politische Wissenschaft an der Albert-Ludwigs-Universität Freiburg, was er zugunsten seiner journalistischen Laufbahn abbrach.

## Beruf
Erste journalistische Erfahrungen sammelte Serger bereits als Redakteur der Schülerzeitung des Scheffel-Gymnasiums und Mitbegründer der unabhängigen Schülerzeitung „Lahrer Schülerdigest“.
1970 begann er ein Volontariat bei der Lahrer Zeitung. Während eines Volontärskurses wurde er von Christoph Müller, Inhaber und Chefredakteur des Schwäbischen Tagblatts, abgeworben und startete 1971 eine Laufbahn als Redakteur des Schwäbischen Tagblatts in Rottenburg und Tübingen, später als Korrespondent in Reutlingen. 1980 wechselte er zur Frankfurter Rundschau, wo er zunächst als Lokalredakteur und dann in der Politikredaktion arbeitete. Ab 1983 baute er als Redaktionsleiter in Reutlingen für das Schwäbische Tagblatt eine neue Lokalpräsenz auf.
1990 wechselte Serger zur Badischen Zeitung, zunächst als Leiter der Lokalredaktion Lahr, ab 1997 als Leiter der Stadtredaktion Freiburg. Ab 2002 war er als Leiter der sogenannten „Heimatredaktion“ für alle 20 Lokalredaktionen verantwortlich. Diese Position als „Heimatchef“ und Mitglied der Chefredaktion hatte Serger bis zum Eintritt in den Ruhestand 2011 inne.
Als Lokalchef kreierte Serger diverse publizistische Sonderformate. Dazu gehörte z. B. eine deutsch-russische Wochenzeitung in Lahr, das „Wochenblatt für die Deutschen aus Rußland in der Ortenau“; es erschien 1994 als achtseitige wöchentliche Beilage zur Badischen Zeitung und sorgte bundesweit für Aufsehen. Ein zweites Beispiel ist die Wandertipp-Serie „Und danach kehren wir ein“ von 2010/2011, die aufgrund des Erfolgs auch in zwei Bänden als Taschenbuch erschien.
2004 initiierte Serger die Wiedergründung des „Sozialfonds der Presse Freiburg“ und war dort als Vorsitzender maßgeblich an der Entwicklung des Veranstaltungsformats „Avanti Dilettanti“ beteiligt, das Journalisten sowie Politiker zu musikalischen Beiträgen auf die Bühne holte – mit dieser Benefiz-Revue wurden Spenden zur Unterstützung freier Journalisten in Notsituationen gesammelt.
Daneben engagierte Serger sich in den 1980er und 1990er Jahren im Lokaljournalistenprogramm der Bundeszentrale für politische Bildung und wirkte dort im „Projektteam Lokaljournalisten“ mit, das die Medienzeitschrift Drehscheibe herausgibt, für die er Beiträge verfasste sowie in der Seminarentwicklung und als Dozent tätig war.

## Historische Forschung
Als Redakteur in Reutlingen begann Bernd Serger ab 1983 mit historischen Nachforschungen im Stadtarchiv und in alten Tageszeitungsbeständen. 1984 gründete er in Reutlingen eine Geschichtswerkstatt, zunächst unter dem Dach der Volkshochschule Reutlingen, dann ab 1987 als eigenständigen Verein „Freie Geschichtswerkstatt Reutlingen e.V.“. Arbeitsschwerpunkt der Reutlinger Geschichtswerkstatt war neben der lokalen Arbeiterkulturgeschichte die Zeit des Nationalsozialismus, hier insbesondere die Verfolgung von Menschen jüdischer Herkunft.
Sergers im Rahmen der Geschichtswerkstatt-Arbeit entstandene Manuskripte konnten erst 2005 in dem gemeinsam mit der Historikerin Karin-Anne Böttcher verfassten „historischen Lesebuch“ unter dem Titel „Es gab Juden in Reutlingen“ veröffentlicht werden. Für dieses Buch erhielten sie positive Rezensionen und im gleichen Jahr den Landespreis für Heimatforschung Baden-Württemberg (Anerkennungspreis).
Im gleichen Jahr initiierte Serger aus Anlass des 60-jährigen Jahrestags die Serie „Zeitzeugen zum Kriegsende 1945“, für die die Badische Zeitung den dritten Platz beim Deutschen Lokaljournalistenpreis der Konrad-Adenauer-Stiftung erhielt. Daraus entstand das Buch „Südbaden unter Hakenkreuz und Trikolore – Zeitzeugen berichten über das Kriegsende und die französische Besetzung 1945“, 2006 mit Karin-Anne Böttcher und dem Historiker Gerd R. Ueberschär herausgegeben.
Nach dem Eintritt in den Ruhestand wurde Serger Mitglied der Arbeitsgemeinschaft Alemannia Judaica und intensivierte seine historischen Forschungen zur deutsch-jüdischen Geschichte.
Als die Sparkasse Freiburg-Nördlicher Breisgau 2011 wegen eines Neubauprojektes in der Freiburger Kaiser-Joseph-Straße den Abriss des ehemals jüdischen Warenhauses S. Knopf betrieb, begleitete Serger dies mit kritischen Berichten. Daraufhin bot die Sparkasse Serger einen Werkvertrag zur Aufarbeitung der Geschichte des Unternehmens Knopf an. Zugleich baute Serger eine umfangreiche Postkartensammlung zur jüdischen Unternehmensgeschichte auf, insbesondere zu jüdischen Warenhäusern in Deutschland.
Im Mittelpunkt seiner Forschungen stehen die Warenhäuser der Familie Knopf. Erste Ergebnisse stellte Serger in einer von der Sparkasse Freiburg-Nördlicher Breisgau finanzierten und produzierten Wanderausstellung vor, die 2014 in der Ausstellungshalle der Freiburger Sparkasse, in der Sparkasse in Emmendingen sowie 2016 mit lokalen Ergänzungen und Exponaten aus Beständen der Museen im Dreiländermuseum in Lörrach und im Stadtmuseum Karlsruhe gezeigt wurde.
Bis 2018 publizierte Serger Ergebnisse seiner (lokal-)historischen Recherchen in der Badischen Zeitung. 2017 veröffentlichte ein Freiburger Bettenhaus anlässlich seines 80-jährigen Bestehens eine „Jubiläums“-Werbebeilage in der Badischen Zeitung. Dies nahm Serger zum Anlass, im Wochenend-Magazin der Badischen Zeitung am 21. August 2018 einen Artikel zu publizieren über die jüdische Vorgeschichte (von der Gründung 1887 bis zur Arisierung 1937) dieses Bettenhauses sowie dessen heutigen Umgang damit. Daraufhin warf Chefredakteur Thomas Fricker dem Autor „handwerkliche Mängel“ vor, insbesondere eine mangelnde Trennung von „Meinung und Darstellung“ sowie mangelnde „Fairness“ gegenüber den derzeitigen Inhabern, die das Unternehmen Jahrzehnte nach Ende des Nationalsozialismus erwarben. Aufgrund der darauf folgenden Auseinandersetzung lehnte er die Publikation weiterer Texte Sergers generell ab. Die Auseinandersetzung wurde in zahlreichen Medien aufgegriffen, etwa in der taz und in der Welt. Der Berufsverband freier Journalistinnen und Journalisten nominierte die Badische Zeitung in seinem „Himmel-und-Hölle-Preis“ 2019 in der Kategorie „Hölle“.
Serger publiziert seine lokalhistorischen Texte nun über seinen History-Blog, seine Facebook-Seite, im Magazin-Portal Yumpu sowie gelegentlich im Freiburger Monatsmagazin „Chilli“.
Das von Serger angelegte „Zeitungsausschnittarchiv des 20. Jahrhunderts“ zur Reutlinger Lokalgeschichte wird im Stadtarchiv Reutlingen unter der Nummer S 74 zur Nutzung bereitgestellt.
Seine digitale Auswertung des Freiburger NS-Parteiorgans Der Alemanne wird im Dokumentationszentrum Nationalsozialismus Freiburg voraussichtlich 2024 zur öffentlichen Nutzung zugänglich gemacht.
Sergers Berichte über das Freiburger Bettenhaus Marx/Striebel wurden für Unterrichtsmaterialien des Landes Baden-Württemberg für die Klassenstufen 10 und 11 verwendet.
Über die Ergebnisse seiner Forschungen informiert Serger regelmäßig in Vorträgen und bei Führungen zur Geschichte jüdischer Unternehmen, etwa beim Reutlinger Gedenktag 2011 der Deportationen oder im Rahmenprogramm der o. g. Ausstellungen, zuletzt v. a. im Auftrag der Jüdischen Gemeinde Freiburg, so bei den Gedenktagen zur Deportation Freiburger Jüdinnen und Juden ins französische Konzentrationslager Gurs in den Jahren 2019, 2020 und 2021 oder beim Vortrag über die Geschichte der Warenhäuser Knopf im Jahr 2023.

## Publikationen
Bücher
- mit Friedhelm Mennekes, Armin Nagel: Wenn sich die Kirchentüren öffnen. Beispiele aus einer Vorortgemeinde. Mainz: Matthias-Grünewald-Verlag 1982. ISBN 3-7867-0981-5
- mit Karin-Anne Böttcher: Es gab Juden in Reutlingen: Geschichte – Erinnerungen – Schicksale. Ein historisches Lesebuch. Reutlingen: Stadtarchiv Reutlingen 2005. ISBN 978-3-933820-67-9
- mit Karin-Anne Böttcher, Gerd R. Ueberschär (Hg.): Südbaden unter Hakenkreuz und Trikolore. Zeitzeugen berichten über das Kriegsende und die französische Besetzung 1945. Freiburg: Rombach Verlag,  2006, ISBN 3-7930-5013-0.
- Badische Zeitung (Hg.): Und danach kehren wir ein. Genusswandern in Südbaden – 50 Tipps für die ganze Familie. Freiburg: Rombach Verlag, 2010. ISBN 978-3-7930-9661-0
- Und danach kehren wir ein 2. Genusswandern in Südbaden – 50 Tipps für die ganze Familie. Freiburg: Rombach Verlag, 2011. ISBN 978-3-7930-9662-7

Artikel (Auswahl)
- Bernd Serger: Eine Liebeserklärung an den Biergarten. In: Badische Zeitung. 5. November 2011, archiviert vom Original am 21. August 2023; abgerufen am 21. August 2023.
- Bernd Serger: Der scheue Gigant. Das jüdische Kaufhaus Knopf in Freiburg war Teil einer bedeutenden Warenhauskette. In: chilli, Freiburger Stadtmagazin. 13. September 2012, archiviert vom Original; abgerufen am 14. August 2023.
- Bernd Serger: Freiburg und die „Badische Zeitung“ – bisweilen eine Herzenssache. (pdf-Datei) In: Badische Heimat, Zeitschrift für Landes- und Volkskunde, Natur-, Umwelt- und Denkmalschutz, Heft 3, 93. Jahrgang. September 2013, S. 559–571, archiviert vom Original am 17. August 2023; abgerufen am 17. August 2023 (Alternative URL: https://badische-heimat.de/wp-content/uploads/2019/11/BH-HP-2013-03.pdf).
- Bernd Serger: Das Warenhaus Knopf in Karlsruhe. Stammhaus eines Handels-Imperiums. In: Blick in die Geschichte Nr. 112. Stadt Karlsruhe, Stadtarchiv & Historische Museen, 23. September 2016, archiviert vom Original am 17. August 2023; abgerufen am 17. August 2023.
- Bernd Serger: Heinz Schubel - Zeichner der legendären Lurchi-Hefte stammt aus Freiburg. In: Badische Zeitung. 22. April 2018, archiviert vom Original am 20. August 2023; abgerufen am 20. August 2023.
- Bernd Serger: Spuckkasten, Korsettfabrik, Geburtsort unbekannt: Die Freiburger Wurzeln. Das Berner Warenhaus Loeb. In: chilli, Freiburger Stadtmagazin. 26. September 2020, archiviert vom Original am 14. August 2023; abgerufen am 14. August 2023.
- Bernd Serger: »Nationalsozialistischer Musterbetrieb«: Die seltsame Lücke im Geschichtsbild der Schwarzwaldmilch. In: chilli, Freiburger Stadtmagazin. 27. März 2022, archiviert vom Original am 14. August 2023; abgerufen am 14. August 2023.
- Bernd Serger: SC Freiburg und die Schwarzwaldmilch. Sponsor mit brauner Geschichte. In: Kontext: Wochenzeitung. 13. Juli 2022, archiviert vom Original am 13. August 2023; abgerufen am 14. August 2023.
- Bernd Serger: Wie das Kino einst nach Freiburg kam. Die Geschichte der Filmtheater bis 1945. Yumpu, 6. Februar 2023, archiviert vom Original am 15. August 2023; abgerufen am 15. August 2023.

Artikel-Übersichten
- Badische Zeitung-Artikel (Auswahl)[47]
- Drehscheibe-Beiträge[48]
- Yumpu-Texte[49]